# Rising Star (Texas)
Rising Star è un centro abitato degli Stati Uniti d'America, situato nella contea di Eastland dello Stato del Texas.
La popolazione era di 835 persone al censimento del 2010.

## Geografia fisica
Rising Star è situata a 32°05′47″N 98°57′58″W (32.096260, -98.966074).
Secondo lo United States Census Bureau, ha un'area totale di 1,7 miglia quadrate (4,4 km²).

## Società

### Evoluzione demografica
Secondo il censimento del 2000, c'erano 835 persone, 345 nuclei familiari e 212 famiglie residenti nella città. La densità di popolazione era di 497,9 persone per miglio quadrato (191,9/km²). C'erano 483 unità abitative a una densità media di 288,0 per miglio quadrato (111,0/km²). La composizione etnica della città era formata dal 93,65% di bianchi, lo 0,24% di afroamericani, lo 0,36% di nativi americani, lo 0,12% di asiatici, il 2,87% di altre razze, e il 2,75% di due o più etnie. Ispanici o latinos di qualunque razza erano il 6,23% della popolazione.
C'erano 345 nuclei familiari di cui il 24,6% aveva figli di età inferiore ai 18 anni, il 48,1% erano coppie sposate conviventi, il 9,0% aveva un capofamiglia femmina senza marito, e il 38,3% erano non-famiglie. Il 35,1% di tutti i nuclei familiari erano individuali e il 21,2% aveva componenti con un'età di 65 anni o più che vivevano da soli. Il numero di componenti medio di un nucleo familiare era di 2,30 e quello di una famiglia era di 2,98.
La popolazione era composta dal 23,7% di persone sotto i 18 anni, il 6,8% di persone dai 18 ai 24 anni, il 22,6% di persone dai 25 ai 44 anni, il 22,4% di persone dai 45 ai 64 anni, e il 24,4% di persone di 65 anni o più. L'età media era di 43 anni. Per ogni 100 femmine c'erano 88,1 maschi. Per ogni 100 femmine dai 18 anni in giù, c'erano 83,0 maschi.
Il reddito medio di un nucleo familiare era di 19.118 dollari, e quello di una famiglia era di 30.000 dollari. I maschi avevano un reddito medio di 22.750 dollari contro i 15.625 dollari delle femmine. Il reddito pro capite era di 11.636 dollari. Circa il 19,4% delle famiglie e il 24,4% della popolazione erano sotto la soglia di povertà, incluso il 33,7% di persone sotto i 18 anni e il 25,0% di persone di 65 anni o più.